# Блеса
Блеса (ісп. Blesa) — муніципалітет в Іспанії, у складі автономної спільноти Арагон, у провінції Теруель. Населення — 121 особа (2010).
Муніципалітет розташований на відстані близько 250 км на схід від Мадрида, 80 км на північ від міста Теруель.

## Демографія
Динаміка населення (INE ):